# Panorpa ochraceopennis
Panorpa ochraceopennis is een insect uit de orde van de schorpioenvliegen (Mecoptera), familie van de schorpioenvliegen (Panorpidae). De wetenschappelijke naam van de soort is voor het eerst geldig gepubliceerd door Miyake in 1910.
De soort komt voor in Japan.